# Фумидзуки (эсминец, 1926)
«Фумидзуки» (яп. 文月 месяц написания поэзии (поэтическое название седьмого месяца лунного календаря) — японский эсминец типа «Муцуки». Седьмой корабль в серии из 12 кораблей. Второй корабль с таким названием в Императорском флоте. Принимал активное участие в войне против Китая и боях на Тихом океане. Потоплен американской палубной авиацией в районе Трука 18 февраля 1944 года

## Проектирование и строительство
Заказан в соответствии с «Новой кораблестроительной программой по замещению кораблей по условиям Вашингтонского договора 1923 г.». Корабли этого типа являлись развитием эсминцев типа «Камикадзе». На эсминцах типа «Муцуки» были установлены более мощные торпедные аппараты (строенные) Для повышения остойчивости корабля были увеличены размеры корпуса и водоизмещение.
Построенные на основе опыта Первой мировой войны, эсминцы предназначались для атаки линейных сил противника и защиты своих тяжелых артиллерийских кораблей от атак эсминцев, постановки активных минных заграждений и траления мин. Однако уже к концу 1930-х годов корабли значительно уступали по основным параметрами новым эсминцам как японским, так и будущих противников. Фумидзуки строился на верфи Фудзинагато в Осаке в 1924-26 гг. Вошёл в строй под названием «№ 29» 1 августа 1938 он получил своё основное название.

## Вооружение
Артиллерийское вооружение включало четыре одноорудийные щитовые установки 120-мм орудий тип 3 (длина 45 калибров, дальность — 5500 м, запас 180 снарядов на орудие, скорострельность — 9 выстрелов в минуту). Одно орудие было размещено на полубаке, второе между двух труб в центральной части корабля, ещё два — в коровой части спереди и сзади грот-мачты. Корабли практически не имели зенитного вооружения, которое было ограничено двумя 7,7-мм пулемётами тип 92. Возросшая роль авиации потребовала усиления зенитного вооружения, которое было проведено в ходе модернизации корабля в конце 1938-начале 1939 года. Были установлены две одинарных 25-мм зенитных пушки тип 96 (длина — 60 калибров, скорострельность до 110 выстрелов в минуту, эффективная высота стрельбы до 1500 м, дальность до 3000 м, запас снарядов — 2000 на орудие). 7,7-мм пулемёты были заменены на 13,2-мм тип 93. Летом 1943 года во время ремонта в Сасебо корабль прошёл большое перевооружение. Были демонтированы 120-мм установки № 2 и № 4 и кормовой торпедный аппарат. Число 25-мм автоматов выросло до 10 единиц, а 13-мм пулемётов до пяти.
Торпедное вооружение было усилено благодаря тому, что на эсминцах этого типа были впервые установлены новые трехтрубные 610-мм торпедные аппараты тип 12, что позволило уменьшить их число. Первый аппарат был традиционно для японских эсминцев размещён перед носовой надстройкой. Однако на последующих типах от такого размещения конструкторы отказались. Второй аппарат был расположен в кормовой части между дымовой трубой и грот-мачтой. В августе 1943 года в связи с необходимостью усиления зенитного  вооружения был демонтирован кормовой торпедный аппарат. При вступлении в строй корабль не имел никакого противолодочного вооружения. В 1932 году этот пробел был исправлен и корабль получил два бомбомета тип 88 и два бомбосбрасывателя тип 3 с запасом из 36 глубинных бомб. Во время модернизации 1938-39 года на эсминце были заменены бомбомёты (установлены новые бомбомёты тип 94) и размещены сонар тип 93 и гидрофон тип 92.

## История службы

### Довоенная служба
После вступления в строй корабль включили в состав 22-го дивизиона эскадренных миноносцев Второй Флотилии Второго Флота. В октябре 1927 года участвовал в маневрах Соединенного Флота в районе островов Рюкю и Бонин (входил в состав соединения «синих»). С декабря 1927 года по сентябрь 1931 года Фумидзуки числился в резерве и находился в Сасебо. В сентябре-декабре 1931 года в Сасебо на верфи флота провели текущий ремонт корпуса и механизмов. В декабре 1931 года 22-й дивизион включили в состав Первой Флотилии Первого Флота. С 26 января по 22 марта 1932 года корабль участвовал в Первом Шанхайском сражении в составе Третьего флота под командованием вице-адмирала Китисабуро Номура. Фумидзуки действовал в районе устья реки Янцзы, оказывая огневую поддержку армейским частям, которые вели бои за Шанхай.
22 марта 1932 г. эсминец возвратился в Сасебо, где до сентября 1932 г. провели текущий ремонт, установили противолодочное вооружение. В конце сентября 1932 года эсминец вернулся в состав действующего флота и до июля 1933 года занимался боевой подготовкой в районе к югу от острова Формоза. С 21 по 25 августа 1933 года Фумидзуки принял участие в морском параде у Иокогамы. С августа 1933 года по сентябрь 1934 года и с апреля 1936 по ноябрь 1937 корабль числился в резерве в Куре на базе флота. Начавшаяся война с Китаем потребовала усиления флота и эсминец был вновь возвращён в строй. В течение 1938 года на верфи флота в Куре был проведён очередной ремонт и модернизация: были усилены корпусные конструкции, установлено зенитное вооружение, оборудование для обнаружения подводных лодок, новые бомбомёты. После ремонта Фумидзуки вошел в состав 22-го дивизиона Пятой Флотилии Четвертого Флота. До ноября 1941 года эсминец занимался боевой подготовкой к югу от Формозы.

### Начальный период войны на Тихом океане
В ноябре 1941 г. эсминец под командованием капитан-лейтенанта Ебихара Таро, вместе с 22-м дивизионом 5-й эскадры эсминцев, был включен в состав Первого Соединения Северо-Филиппинского Отряда поддержки. В декабре участвовал в операции по захвату острова Лусон. В ходе операции корабль эскортировал транспорты (47-я, 48-я пехотные и 4-я танковая дивизии), обеспечивал их высадку и оказывал огневую поддержку. В конце декабря эсминец был включен в состав Второй Эскортной Группы Малайского Оперативного Соединения. В январе 1942 года Фумидзуки принимал участие в эскортировании кораблей, участвовал в оккупации архипелага Анамбас и обеспечивал наступление армейских частей на Мерсинг. В первой половине февраля базировался на Камрань. В конце февраля в составе Третьей Эскортной Группы действовал в охранении конвоя Главных Сил Западных Сил Вторжения на остров Ява. В ночь на 28 февраля обеспечивал высадку частей 16 армии у Индрамаджо (к востоку от Батавии). Затем до 4 марта 1942 года эсминец патрулировал у северо-западного побережья Явы, оказывая огневую поддержку армейским частям..
В середине марта 5 эскадра эсминцев была расформирована и Фумидзуки вместе с 22-м дивизионом вошёл в состав Первой Эскортной Группы участвовал в переброске 18-й пехотной дивизии из Пенанга на Андаманские острова. В апреле 1942 года в Сингапуре на базе Селетар был проведён текущий ремонт. С  мая по ноябрь 1942 года корабль, вместе с 22 дивизионом эсминцев входил в состав Флота Юго-Западного района. В этот период Фумидзуки перевозил армейские грузы, эскортировал конвои между Сингапуром, Пенангом, островами Борнео, Ява, Суматра и архипелагом Бисмарка. В июле-августе на верфи Сасебо прошёл ремонт, во время которого было установлено улучшенное противолодочное вооружение. 16 сентября 1942 года был тяжело повреждён в столкновении с транспортом Касидоку мару в Тайваньском проливе, после чего проходил ремонт до конца октября, сначала в Мако, а затем в Сасебо и Нагасаки. В ноябре 22 дивизион был расформирован а эсминец вошел в состав 1-го Эскортного дивизиона.

### Бои у Соломоновых островов
В конце января 1943 года прибыл в Рабаул и приступил к операциям в составе «Токийского экспресса», совершив за февраль шесть выходов. Принял участие в операции по эвакуации гарнизона острова Гуадалканал 1-7 февраля 1943 года. 25 февраля 1943 года восстановленный 22 дивизион эсминцев (Минадзуки, Фумидзуки, Нагацуки и Сацуки) включили в состав Третьей Флотилии Восьмого Флота с базой в Рабауле. До мая 1943 года Минадзуки обеспечивал переходы конвоев между островами, совершив 9 походов. 2 апреля 1943 года во время доставки подкреплений из Кавиенга на остров Новая Гвинея, корабль был атакован американской базовой авиацией. В результате близких разрывов бомб корпус Фумидзуки получил тяжелые повреждения, носовое котельное отделение заполнилось водой и ход упал до 22 узлов. 14 апреля 1943 года корабль самостоятельно прибыл на атолл Трук, затем в Сасебо, где до  августа 1943 года проходил ремонт и перевооружение.
После ремонта корабль вновь ввели в состав 22 дивизиона Третьей Флотилии Восьмого Флота. С середины августа по конец сентября 1943 года Фумицуки занимался воинскими перевозками между архипелагом Бисмарка и островом Бугенвиль. 6-8  октября 1943 года Фумидзуки был флагманским кораблём Транспортной Группы (командир группы - капитан 1 ранга  Кунизо Канаока), входившей в состав соединения контр-адмирала Идзюина. Эсминец участвовал в эвакуации гарнизона острова Коломбангара и в бою у Велья-Лавелья, не получив в нём повреждений.. Всего в октябре 1943 года эсминец совершил 9 выходов для перевозки войск и эскорта. 1 ноября командиром корабля стал капитан 3-го ранга Иосихара Нагакура.

### Завершающие бои и гибель корабля
2 ноября 1943 года у острова Бугенвиль корабль вместе с эсминцем Сирацую атаковали американские истребители корпуса морской пехоты. В результате обстрела у Фумидзуки были повреждены топливные танки, убито 6 и ранено 4 человека. После этого до декабря 1943 года эсминец ремонтировался в Рабауле. В период ремонта дважды (4 и 11 ноября) отражал атаки американской базовой авиации на базу (6 погибших и 4 раненых). В ноябре-декабре 1943 года, несмотря на проводимые ремонтные работы, совершил 11 боевых походов, в том числе и для обстрела американского десанта на мысе Торокин 6 ноября во время начала Бугенвильской кампании
После ремонта перебазировался в Кавиенг где 4 января 1944 года вновь был повреждён при налёте американской палубной авиации. От близких разрывов бомб у корабля были повреждены надстройки и корпус. 10 января 1944 года Фумидзуки пришел на атолл Трук и встал на очередной ремонт. 15 февраля 1944 года после того, как стало известно о приближении американского авианосного соединения, которое готовилось атаковать базу японского флота ремонт прекратили и корабль приготовили к переходу в Метрополию. 17 февраля 1944 года корабль вышел в море, но к северу от острова Топ (атолл Трук) был атакован торпедоносцами Avenger с авианосца Энтерпрайз. Эсминец получил торпедное попадание, что привело к затоплению большого числа отсеков. Потери экипажа составили 29 человек. Несмотря на попытки его спасения корабль затонул в районе  07°24′ с. ш. 151°44′ в. д..